# OSI Ford 20M TS
De OSI Ford 20M TS is een coupé geproduceerd van 1967 tot 1968 door de Italiaanse carrosseriebouwer en autofabrikant Officine Stampaggi Industriali (OSI).
De wagen werd ontworpen door Sergio Sartorelli, die ook verantwoordelijk was voor het ontwerp van de Karmann Ghia Type 34. Het voertuig was technisch gebaseerd op de Ford Taunus P7 20M.
Aanvankelijk werd de wagen aangedreven door een 2,0-liter V6-motor met 90 pk, goed voor een topsnelheid van 170 km/u. Op het einde van de productie werd de 2,0-liter motor vervangen door een 2,3-liter V6-motor met 108 pk, waardoor de topsnelheid toenam tot 182 km/u.
Op het Autosalon van Turijn werd in 1967 een eenmalige OSI Ford cabriolet voorgesteld.